# Општина Чималхуакан (Мексико)
Чималхуакан (шп. Chimalhuacán) општина је у Мексику у савезној држави Мексико. Општина се налази на надморској висини од 2243 м.

## Становништво
Према подацима из 2010. у општини је живело 614453 становника.

### Хронологија
| Година       | 2000                     | 2005                     | 2010                     |
| ------------ | ------------------------ | ------------------------ | ------------------------ |
| Становништво | 490772 (243410 / 247362) | 525389 (258493 / 266896) | 614453 (302297 / 312156) |

### Попис
| \| \| м \| \| \| ж \| \| 0—2 \| 19.929 \| \| \| 19.247 \| \| 3—5 \| 20.846 \| \| \| 20.421 \| \| 6—11 \| 40.051 \| \| \| 39.295 \| \| 12—14 \| 18.835 \| \| \| 18.538 \| \| 15—17 \| 20.029 \| \| \| 19.736 \| \| 18—24 \| 42.376 \| \| \| 43.868 \| \| 60+ \| 13.969 \| \| \| 15.114 \| \| Просек : \| 26,6 \| \| \| 27,3 \| |        |  |  |        |
| |        |  |  |        |
| | м      |  |  | ж      |
| 0—2 | 19.929 |  |  | 19.247 |
| 3—5 | 20.846 |  |  | 20.421 |
| 6—11 | 40.051 |  |  | 39.295 |
| 12—14 | 18.835 |  |  | 18.538 |
| 15—17 | 20.029 |  |  | 19.736 |
| 18—24 | 42.376 |  |  | 43.868 |
| 60+ | 13.969 |  |  | 15.114 |
| Просек : | 26,6   |  |  | 27,3   |

| #   | Индикатор                                                                                        | Вредност |
| --- | ------------------------------------------------------------------------------------------------ | -------- |
| 1   | Становништво од 0 до 2 године                                                                    | 39176    |
| 2   | Мушко становништво од 0 до 2 године                                                              | 19929    |
| 3   | Женско становништво од 0 до 2 године                                                             | 19247    |
| 4   | Становништво са 3 и више година                                                                  | 571067   |
| 5   | Мушко становништво са 3 и више година                                                            | 280250   |
| 6   | Женско становништво са 3 и више година                                                           | 290817   |
| 7   | Становништво са 5 и више година                                                                  | 543286   |
| 8   | Мушко становништво са 5 и више година                                                            | 266196   |
| 9   | Женско становништво са 5 и више година                                                           | 277090   |
| 10  | Становништво са 12 и више година                                                                 | 450454   |
| 11  | Мушко становништво са 12 и више година                                                           | 219353   |
| 12  | Женско становништво са 12 и више година                                                          | 231101   |
| 13  | Становништво са 15 и више година                                                                 | 413081   |
| 14  | Мушко становништво са 15 и више година                                                           | 200518   |
| 15  | Женско становништво са 15 и више година                                                          | 212563   |
| 16  | Становништво са 18 и више година                                                                 | 373316   |
| 17  | Мушко становништво са 18 и више година                                                           | 180489   |
| 18  | Женско становништво са 18 и више година                                                          | 192827   |
| 19  | Становништво од 3 до 5 година                                                                    | 41267    |
| 20  | Мушко становништво од 3 до 5 година                                                              | 20846    |
| 21  | Женско становништво од 3 до 5 година                                                             | 20421    |
| 22  | Становништво од 6 до 11 година                                                                   | 79346    |
| 23  | Мушко становништво од 6 до 11 година                                                             | 40051    |
| 24  | Женско становништво од 6 до 11 година                                                            | 39295    |
| 25  | Становништво од 8 до 14 година                                                                   | 89709    |
| 26  | Мушко становништво од 8 до 14 година                                                             | 45245    |
| 27  | Женско становништво од 8 до 14 година                                                            | 44464    |
| 28  | Становништво од 12 до 14 година                                                                  | 37373    |
| 29  | Мушко становништво од 12 до 14 година                                                            | 18835    |
| 30  | Женско становништво од 12 до 14 година                                                           | 18538    |
| 31  | Становништво од 15 до 17 година                                                                  | 39765    |
| 32  | Мушко становништво од 15 до 17 година                                                            | 20029    |
| 33  | Женско становништво од 15 до 17 година                                                           | 19736    |
| 34  | Становништво од 18 до 24 године                                                                  | 86244    |
| 35  | Мушко становништво од 18 до 24 године                                                            | 42376    |
| 36  | Женско становништво од 18 до 24 године                                                           | 43868    |
| 37  | Женско становништво од 15 до 49 година                                                           | 175839   |
| 38  | Становништво са 60 и више година                                                                 | 29083    |
| 39  | Мушко становништво са 60 и више година                                                           | 13969    |
| 40  | Женско становништво са 60 и више година                                                          | 15114    |
| 41  | Однос између мушкараца и жена                                                                    | 96.84    |
| 42  | Становништво од нуле до 14 година                                                                | 197162   |
| 43  | Становништво од 15 до 64 године                                                                  | 395912   |
| 44  | Становништво од 65 година и више                                                                 | 17169    |
| 45  | Просечан број деце                                                                               | 2.23     |
| 46  | Становништво рођено у ентитету                                                                   | 333465   |
| 47  | Мушко становништво рођено у ентитету                                                             | 165472   |
| 48  | Женско становништво рођено у ентитету                                                            | 167993   |
| 49  | Становништво рођено у другом ентитету                                                            | 274527   |
| 50  | Мушко становништво рођено у другом ентитету                                                      | 133585   |
| 51  | Женско становништво рођено у другом ентитету                                                     | 140942   |
| 52  | Становништво од 5 година и више резидентно у ентитету у јуну 2005. године                        | 513331   |
| 53  | Мушко становништво старосног доба од 5 година и више, резидентно у ентитету у јуну 2005. године  | 251017   |
| 54  | Женско становништво старосног доба од 5 и више година, резидентно у ентитету у јуну 2005. године | 262314   |
| 55  | Становништво од 5 година и више које је живело у другом ентитету у јуну 2005. године             | 24062    |
| 56  | Мушко становништво старије од 5 година које је живело у другом ентитету у јуну 2005. године      | 11812    |
| 57  | Женско становништво старије од 5 година које је живело у другом ентитету у јуну 2005. године     | 12250    |
| 58  | Становништво од 3 године и више које говори аутохтони језик                                      | 20570    |
| 59  | Мушко становништво старо 3 године и више које говори аутохтони језик                             | 10237    |
| 60  | Женско становништво старо 3 године и више које говори аутохтони језик                            | 10333    |
| 61  | Становништво од 3 године и више које говори аутохтони језик и не говори шпански језик            | 134      |
| 62  | Мушко становништво старо 3 године и више које говори аутохтони језик и не говори шпански         | 38       |
| 63  | Женско становништво старо 3 године и више које говори аутохтони језик и не говори шпански језик  | 96       |
| 64  | Становништво старо 3 године и више које говори аутохтони језик и шпански                         | 18518    |
| 65  | Мушко становништво старо 3 године и више које говори аутохтони језик и шпански                   | 9301     |
| 66  | Женско становништво старо 3 године и више које говори аутохтони језик и шпански                  | 9217     |
| 67  | Становништво од 5 година и више које говори аутохтони језик                                      | 20491    |
| 68  | Становништво од 5 година и више које говори аутохтони језик и не говори шпански језик            | 126      |
| 69  | Становништво од 5 година и више које говори аутохтони језик и говори шпански језик               | 18478    |
| 70  | Становништво у домородачким домаћинствима                                                        | 56479    |
| 71  | Становништво са ограничењима у активностима                                                      | 22261    |
| 72  | Становништво са ограниченим ходањем или кретањем, горе или доле                                  | 10708    |
| 73  | Становници са ограничењима вида, чак и уз кориштење сочива                                       | 7059     |
| 74  | Становништво са ограничењима говора, комуникације или конверзације                               | 2014     |
| 75  | Становништво са ограниченим слухом                                                               | 2021     |
| 76  | Становништво са ограничењима при одевању, купању или јелу                                        | 868      |
| 77  | Становништво са ограничењима у опажању или учењу једноставних ствари                             | 1154     |
| 78  | Становништво са менталним ограничењима                                                           | 2069     |
| 79  | Становништво без ограничења активности                                                           | 585542   |
| 80  | Становништво од 3 до 5 година које не похађа школу                                               | 22325    |
| 81  | Мушко становништво од 3 до 5 година које не похађа школу                                         | 11348    |
| 82  | Женско становништво од 3 до 5 година које не похађа школу                                        | 10977    |
| 83  | Становништво од 6 до 11 година које не похађа школу                                              | 2553     |
| 84  | Мушко становништво од 6 до 11 година које не похађа школу                                        | 1371     |
| 85  | Женско становништво од 6 до 11 година које не похађа школу                                       | 1182     |
| 86  | Становништво од 12 до 14 година које не похађа школу                                             | 3223     |
| 87  | Мушко становништво од 12 до 14 година које не похађа школу                                       | 1714     |
| 88  | Женско становништво од 12 до 14 година које не похађа школу                                      | 1509     |
| 89  | Становништво од 15 до 17 година похађа школу                                                     | 25753    |
| 90  | Мушко становништво од 15 до 17 година похађа школу                                               | 12486    |
| 91  | Женско становништво између 15 и 17 година живота у школи                                         | 13267    |
| 92  | Становништво од 18 до 24 године похађа школу                                                     | 17198    |
| 93  | Мушко становништво од 18 до 24 године похађа школу                                               | 8339     |
| 94  | Женско становништво од 18 до 24 године похађа школу                                              | 8859     |
| 95  | Становништво од 8 до 14 година које не може да чита и пише                                       | 2017     |
| 96  | Мушко становништво старосног доба од 8 до 14 година које не може да чита и пише                  | 1163     |
| 97  | Женско становништво старосног доби од 8 до 14 година које не може да чита и пише                 | 854      |
| 98  | Становништво од 15 година и више које је неписмено                                               | 18626    |
| 99  | Мушко становништво од 15 година и више које је неписмено                                         | 6197     |
| 100 | Женско становништво од 15 година и више које је неписмено                                        | 12429    |
| 101 | Становништво старо 15 и више година без школовања                                                | 24178    |
| 102 | Мушко становништво старо 15 и више година без школовања                                          | 9253     |
| 103 | Женско становништво старо 15 и више година без школовања                                         | 14925    |
| 104 | Становништво старосног доба 15 и више година са непотпуним основним образовањем                  | 45274    |
| 105 | Мушко становништво старосног доба од 15 година и више са непотпуном основним образовањем         | 20641    |
| 106 | Женско становништво старосног доба 15 и више година са непотпуном основним образовањем           | 24633    |
| 107 | Становништво старо 15 и више година са комплетним основним образовањем                           | 82193    |
| 108 | Мушко становништво старо 15 година и више са комплетним основним образовањем                     | 38651    |
| 109 | Женско становништво старо 15 и више година са комплетним основним образовањем                    | 43542    |
| 110 | Становништво старосног доба 15 и више година са непотпуним средњим образовањем                   | 27004    |
| 111 | Мушко становништво старосног доба од 15 година и више са непотпуним средњим образовањем          | 15197    |
| 112 | Женско становништво старосног доба од 15 година и више са непотпуним средњим образовањем         | 11807    |
| 113 | Становништво старо 15 и више година са пуним секундарном образовањем                             | 122190   |
| 114 | Мушко становништво старосног доба од 15 година и више са пуним секундарном образовањем           | 62111    |
| 115 | Женско становништво старосног доба од 15 година и више са пуним секундарном образовањем          | 60079    |
| 116 | Становништво старије од 18 година са постосновним образовањем                                    | 97690    |
| 117 | Мушко становништво старије од 18 година са постосновним образовањем                              | 48217    |
| 118 | Женско становништво старије од 18 година са постосновним образовањем                             | 49473    |
| 119 | Просечна оцена школовања                                                                         | 8.03     |
| 120 | Просечан ниво образовања мушке популације                                                        | 8.19     |
| 121 | Просечан ниво образовања женског становништва                                                    | 7.88     |
| 122 | Економски активно становништво                                                                   | 246100   |
| 123 | Економски активна мушка популација                                                               | 168763   |
| 124 | Економски активна женска популација                                                              | 77337    |
| 125 | Становништво које није економски активно                                                         | 202614   |
| 126 | Мушко становништво које није економски активно                                                   | 49577    |
| 127 | Женско становништво које није економски активно                                                  | 153037   |
| 128 | Запослено становништво                                                                           | 232026   |
| 129 | Запослено мушко становништво                                                                     | 157509   |
| 130 | Запослено женско становништво                                                                    | 74517    |
| 131 | Незапослена популација                                                                           | 14074    |
| 132 | Незапослена мушка популација                                                                     | 11254    |
| 133 | Незапослена женска популација                                                                    | 2820     |
| 134 | Становништво без права на здравствене услуге                                                     | 333619   |
| 135 | Становништво које има право на здравствене услуге                                                | 275903   |
| 136 | Становништво које има право на ИМСС                                                              | 116520   |
| 137 | Становништво које има право на социјално осигурање                                               | 24914    |
| 138 | Становништво које има право на државно социјално осигурање                                       | 9184     |
| 139 | Становништво које има право на опште осигурање или здравствено осигурање за нову генерацију      | 108599   |
| 140 | Становништво које је било једном или није било у браку током 12 година и више                    | 153622   |
| 141 | Венчано или уједињено становништво од 12 година и више                                           | 254005   |
| 142 | Становништво које је било у браку или уједињено 12 година и више                                 | 42036    |
| 143 | Становништво са католичком религијом                                                             | 520588   |
| 144 | Протестанти, еванђелисти и библијски следбеници различити од еванђелиста                         | 52974    |
| 145 | Становништво са другим религијама различитим од претходних                                       | 548      |
| 146 | Становништво без религије                                                                        | 26101    |
| 147 | Укупно пописаних домаћинства                                                                     | 146477   |
| 148 | Пописна домаћинства на челу са мушкарцима                                                        | 113308   |
| 149 | Пописна домаћинства на челу са женама                                                            | 33169    |
| 150 | Становништво у пописним домаћинствима                                                            | 610557   |
| 151 | Становништво у пописним домаћинствима на челу са мушкарцима                                      | 487370   |
| 152 | Становништво у пописним домаћинствима на челу са женама                                          | 123187   |
| 153 | Укупно домаћинстава                                                                              | 162709   |
| 154 | Укупно насељених домаћинстава                                                                    | 147765   |
| 155 | Укупно приватних кућа                                                                            | 161421   |
| 156 | Насељени приватни домови                                                                         | 146477   |
| 157 | Укупно насељених приватних кућа                                                                  | 147761   |
| 158 | Ненасељене приватне куће                                                                         | 12329    |
| 159 | Појединачна домаћинства за привремену употребу                                                   | 2615     |
| 160 | Становници у насељеним приватним кућама                                                          | 610557   |
| 161 | Насељеност станара у приватним становима                                                         | 4.17     |
| 162 | Просечно становника по соби у приватним насељеним домаћинствима                                  | 1.36     |
| 163 | Појединачна домаћинства са подовима од различитих материјала од земље                            | 136956   |
| 164 | Појединачна домаћинства у приземљу                                                               | 8546     |
| 165 | Појединачна домаћинства са једном спаваћом собом                                                 | 74731    |
| 166 | Појединачна домаћинства са две спаваће собе и више                                               | 71003    |
| 167 | Појединачна домаћинства са једним собом                                                          | 23118    |
| 168 | Појединачна домаћинства са две собе                                                              | 39670    |
| 169 | Појединачна домаћинства са 3 собе и више                                                         | 82718    |
| 170 | Појединачна домаћинства која имају електрично светло                                             | 144923   |
| 171 | Појединачна домаћинства која немају електрично светло                                            | 731      |
| 172 | Појединачна домаћинства која имају водоводну воду у стамбеном простору                           | 131264   |
| 173 | Појединачна домаћинства која немају водоводну воду у стамбеном простору                          | 14306    |
| 174 | Појединачна домаћинства која имају тоалет                                                        | 145008   |
| 175 | Појединачна домаћинства која имају канализацију                                                  | 143059   |
| 176 | Појединачна домаћинства која немају канализацију                                                 | 2394     |
| 177 | Појединачна домаћинства која имају електрично светло, довод воде из јавне мреже и канализацију   | 129577   |
| 178 | Појединачна домаћинства без икаквих услова                                                       | 1487     |
| 179 | Појединачна домаћинства која имају радио                                                         | 122473   |
| 180 | Појединачна домаћинства која имају телевизор                                                     | 140361   |
| 181 | Појединачна домаћинства која имају фрижидер                                                      | 105985   |
| 182 | Појединачна домаћинства која имају машину за веш                                                 | 87134    |
| 183 | Појединачна домаћинства која имају аутомобил или комби                                           | 36237    |
| 184 | Појединачна домаћинства која имају рачунар                                                       | 24342    |
| 185 | Појединачна домаћинства која имају фиксну телефонску линију                                      | 62097    |
| 186 | Појединачна домаћинства која имају мобилни телефон                                               | 86345    |
| 187 | Појединачна домаћинства која имају приступ интернету                                             | 14592    |